# Halowe Mistrzostwa Polski Seniorów w Lekkoatletyce 1991
32. Halowe Mistrzostwa Polski Seniorów w Lekkoatletyce – zawody sportowe, które rozegrano 23 i 24 lutego 1991 w Spale, w hali Ośrodka Przygotowań Olimpijskich.
Podczas tych zawodów po raz pierwszy rozegrano mistrzostwa w trójskoku kobiet. Urszula Włodarczyk ustanowiła halowy rekord Polski w tej konkurencji wynikiem 13,29 m.

## Rezultaty

### Mężczyźni
| Konkurencja:              | 1. miejsce                         | Rezultat | 2. miejsce                                 | Rezultat | 3. miejsce                           | Rezultat |
| Bieg na 60 m              | Jacek Marlicki AZS Wrocław         | 6,75     | Jarosław Kaniecki AZS Gdańsk               | 6,80     | Marek Zalewski Pogoń Zduńska Wola    | 6,81     |
| Bieg na 200 m             | Jarosław Kaniecki AZS Gdańsk       | 21,57    | Marek Zalewski Pogoń Zduńska Wola          | 21,76    | Jacek Marlicki AZS Wrocław           | 21,97    |
| Bieg na 400 m             | Paweł Woźniak Skra Warszawa        | 47,77    | Dariusz Rychter Gryf Słupsk                | 48,81    | Paweł Olszański Technik Pracze       | 48,81    |
| Bieg na 800 m             | Ryszard Ostrowski Olimpia Poznań   | 1:49,63  | Marek Szymkowicz Juvenia Głuchołazy        | 1:50,05  | Mariusz Hawrylak Orkan Poznań        | 1:50,17  |
| Bieg na 1500 m            | Waldemar Lisicki Flota Gdynia      | 3:50,69  | Mariusz Ługowski Gwardia Warszawa          | 3:50,99  | Krzysztof Ćwikła Stal Mielec         | 3:51,92  |
| Bieg na 3000 m            | Dariusz Odya Wawel Kraków          | 8:17,91  | Waldemar Lisicki Flota Gdynia              | 8:18,22  | Sławomir Gąsior Gwardia Warszawa     | 8:18,75  |
| Bieg na 60 m przez płotki | Piotr Wójcik Śląsk Wrocław         | 7,64     | Rafał Cieśla AZS Katowice                  | 7,73     | Paweł Grzegorzewski Górnik Zabrze    | 7,89     |
| Chód na 5000 m            | Sławomir Cielica Agros Zamość      | 20:07,72 | Jan Bandyga Stal Stalowa Wola              | 20:17,78 | Robert Oleszczuk Skra Warszawa       | 20:28,47 |
| Skok wzwyż                | Artur Partyka Łódzki Klub Sportowy | 2,26     | Jarosław Kotewicz Zawisza Bydgoszcz        | 2,20     | Artur Szyma AZS Wrocław              | 2,17     |
| Skok o tyczce             | Mirosław Chmara Zawisza Bydgoszcz  | 5,40     | Ryszard Kolasa Bałtyk Gdynia               | 5,20     | Bogusław Kopkowski Zawisza Bydgoszcz | 5,20     |
| Skok w dal                | Andrzej Grabarczyk Start Łódź      | 7,46     | Stanisław Gierwatowski AZS Gdańsk          | 7,28     | Krzysztof Idziak Śląsk Wrocław       | 7,25     |
| Trójskok                  | Andrzej Grabarczyk Start Łódź      | 16,45    | Eugeniusz Bedeniczuk Jagiellonia Białystok | 16,00    | Krystian Ciemała AZS Biała Podlaska  | 15,93    |
| Pchnięcie kulą            | Helmut Krieger Chemik Kędzierzyn   | 19,47    | Piotr Konefke Flota Gdynia                 | 17,00    | Benedykt Michałowski Gryf Słupsk     | 16,82    |
| Siedmiobój                | Sebastian Chmara Zawisza Bydgoszcz | 5551     | Waldemar Mrozek Lechia Gdańsk              | 5311     | Sylwester Zimny AZS Wrocław          | 5252     |

### Kobiety
| Konkurencja:              | 1. miejsce                               | Rezultat | 2. miejsce                               | Rezultat | 3. miejsce                           | Rezultat |
| Bieg na 60 m              | Joanna Smolarek AZS Katowice             | 7,52     | Jolanta Soczyńska Agros Chełm            | 7,66     | Izabela Czajko Jagiellonia Białystok | 7,68     |
| Bieg na 200 m             | Joanna Smolarek AZS Katowice             | 24,65    | Maria Kamrowska AZS Gdańsk               | 24,88    | Jolanta Soczyńska Agros Chełm        | 24,96    |
| Bieg na 400 m             | Renata Sosin Hutnik Kraków               | 54,78    | Elżbieta Kilińska Chemik Kędzierzyn      | 54,82    | Wiesława Głogowska Radomiak          | 57,04    |
| Bieg na 800 m             | Małgorzata Rydz Budowlani Częstochowa    | 2:03,29  | Marzena Wojdecka Start Łódź              | 2:05,27  | Dorota Kata Budowlani Częstochowa    | 2:05,74  |
| Bieg na 1500 m            | Małgorzata Rydz Budowlani Częstochowa    | 4:20,52  | Dorota Kata Budowlani Częstochowa        | 4:23,17  | Anna Brzezińska Gwardia Opole        | 4:32,07  |
| Bieg na 60 m przez płotki | Urszula Włodarczyk AZS Wrocław           | 8,29     | Małgorzata Płatek AZS Wrocław            | 8,36     | Maria Kamrowska AZS Gdańsk           | 8,38     |
| Chód na 3000 m            | Bożena Górecka AZS Katowice              | 13:29,13 | Beata Kaczmarska Skra Warszawa           | 13:49,54 | Mariola Kankowska Flota Gdynia       | 13:49,93 |
| Skok wzwyż                | Donata Jancewicz SKLA Sopot              | 1,89     | Beata Hołub Start Lublin                 | 1,87     | Iwona Kielan Zawisza Bydgoszcz       | 1,87     |
| Skok w dal                | Urszula Włodarczyk AZS Wrocław           | 6,24     | Monika Kobędza Hutnik Kraków             | 6,07     | Alicja Kańczugowska Start Lublin     | 6,03     |
| Trójskok                  | Urszula Włodarczyk AZS Wrocław           | 13,29 NR | Agnieszka Stańczyk Budowlani Częstochowa | 12,76    | Monika Kobędza Hutnik Kraków         | 12,39    |
| Pchnięcie kulą            | Krystyna Danilczyk Jagiellonia Białystok | 17,82    | Małgorzata Wolska Zawisza Bydgoszcz      | 16,40    | Mirosława Znojek AKS Chorzów         | 16,37    |
| Pięciobój                 | Małgorzata Lisowska Górnik Wałbrzych     | 4039     | Bożena Bogucka Śląsk Wrocław             | 3837     | Elżbieta Lasota Śląsk Wrocław        | 3707     |